# Parma bicolor
Parma bicolor és una espècie de peix de la família dels pomacèntrids i de l'ordre dels perciformes.

## Morfologia
Els mascles poden assolir els 14 cm de longitud total.

## Distribució geogràfica
Es troba al sud-oest d'Austràlia.